# 베시 토너
베시 토너(Bessie Toner, 1885년 5월 17일 ~ 1951년 6월 13일)는 미국의 배우, 연극 배우, 영화배우이다.

## 영화
- 타잔 - 엘모 린콘 편 2 (1918년)
- 타잔 - 엘모 린콘 편 1 (1918년)